# Minuskuł 51
Minuskuł 51 (wedle numeracji Gregory–Aland) δ 364 (Soden) – rękopis Nowego Testamentu bez Apokalipsy, z XIII wieku pisany minuskułą na pergaminie w języku greckim. Przechowywany jest w Oksfordzie. Był wykorzystywany w dawnych wydaniach greckiego Nowego Testamentu. Rękopis został przystosowany do czytań liturgicznych, stosuje niezwykłą kolejność ksiąg. Część kart kodeksu została utracona.

## Opis rękopisu
Kodeks zawiera pełny tekst Nowego Testamentu bez Apokalipsy, na 325 pergaminowych kartach (30 na 22 cm) . Część kart została utracona (2 Piotra 3,2-17; Mateusz 18,12-35; Marek 2,8-3,4). Stosuje niezwykłą kolejność ksiąg: Dzieje Apostolskie, Listy Pawła, Listy powszechne, Ewangelie (podobnie kodeks 234).
Tekst rękopisu pisany jest dwoma kolumnami na stronę, w 28 linijek na stronę.
Tekst jest dzielony według rozdziałów (κεφαλαια), których numery podane zostały w bocznym marginesie, a tytuły (τιτλοι) podane zostały na górze strony. Ponadto Ewangelie dzielone są również według podziału na Sekcje Ammoniusza, ale brak odniesień do Kanonów Euzebiusza. W Dziejach i Listach zastosowano Aparat Eutaliusza.
Na początku zawiera Prolegomenę, zawiera księgi liturgiczne z życiorysami świętych (Synaksarion i Menologium) na końcu rękopisu, noty liturgiczne na marginesie.

## Tekst
Grecki tekst Nowego Testamentu reprezentuje bizantyjską tradycję tekstualną. Aland nie umieścił go w żadnej kategorii. Rękopis został zbadany metodą wielokrotnych wariantów Claremont Profile Method w Łk 1 i Łk 20, w których reprezentuje standardowy tekst bizantyjski.

## Historia
Gregory datował go na XII wiek, Kurt Aland datował na XIII wiek, aktualnie INTF datuje na wiek XIII.
William Laud w 1636 roku podarował go bibliotece. John Mill wykorzystał go w swym wydaniu (jako Laud 2). Mill zauważył podobieństwo tekstualne do Poligloty kompluteńskiej. Richard Bentley skolacjonował jego tekst.
Johann Jakob Wettstein wciągnął go na listę rękopisów Nowego Testamentu, nadał mu numer 51 i sporządził jego opis. Griesbach sprawdził niektóre jego warianty. Nie jest wykorzystywany we współczesnych wydaniach greckiego Nowego Testamentu.
Rękopis przechowywany jest w Bibliotece Bodlejańskiej (Laud. Gr. 31) w Oksfordzie .